# Симфонія № 10 (Моцарт)

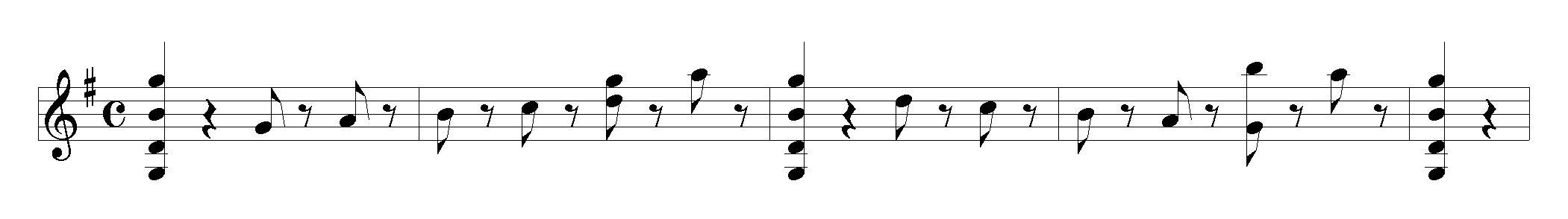
Симфонія № 10 (Моцарт), початок

Симфонія № 10, соль мажор, KV 74 Вольфганга Амадея Моцарта була написана навесні 1770 року.
Структура:
1. (Allegro – Andante) 4/4 – 3/8
2. Allegro, 2/4

Склад оркестру:
2 гобої, 2 валторни, струнні.

## Ноти і література
- Ноти [Архівовано 25 березня 2012 у Wayback Machine.] на IMSLP
- Mozart, Wolfgang Amadeus; Giglberger, Veronika (preface), Robinson, J. Branford (transl.) (2005). Die Sinfonien III.. Kassel: Bärenreiter-Verlag. p. X. ISMN M-006-20466-3